# Nova União para Desenvolvimento de Macau
Die Nova União para Desenvolvimento de Macau (portugiesisch für Neue Union für die Entwicklung von Macau, chinesisch 澳門發展新連盟) ist eine politische Partei in der Sonderverwaltungszone Macau innerhalb der Volksrepublik China, welche durch die Parlamentswahl 2017 mit einem Abgeordneten in der Gesetzgebenden Versammlung von Macau vertreten ist.

## Geschichte
Bei der Parlamentswahl 2005 trat die Partei erstmals an und erhielt 11.642 Stimmen oder 9,32 %, wodurch Angela Leong On Kei einen Sitz in der Gesetzgebenden Versammlung erhielt. Bei der Parlamentswahl 2009, ab der die Wahlliste nicht mehr Aliança para Desenvolvimento de Macau (portugiesisch für Allianz für die Entwicklung von Macau, chinesisch 澳門發展聯盟) hieß, sondern den heutigen Namen trägt, konnte sie ihren Sitz mit 14.099 Stimmen beziehungsweise 9,94 % verteidigen. Bei der Parlamentswahl 2013 verlor die Wahlliste mit 13.089 Stimmen und einem Anteil von 8,94 % zwar einige Stimmen, behielt aber weiterhin einen Sitz in der Gesetzgebenden Versammlung. Unter anderem wegen der erhöhten Anzahl von Wahllisten erhielt Angela Leong On Kei bei der Parlamentswahl 2017 nur noch 10.452 Stimmen und der Anteil an der Gesamtstimmenzahl rutsche auf 6,05 % ab. Dennoch wurde das eine Mandat verteidigt.

## Ausrichtung
Die Partei bekennt sich zum chinesischen Patriotismus und unterstützt die Politik der Regierung der Volksrepublik China inklusive ihrer Einmischung in die Politik von Macau. Angela Leong On Kei selbst ist zum Beispiel Mitglied im Ständigen Ausschuss der Politischen Konsultativkonferenz des chinesischen Volkes der Stadt Zhuhai sowie Mitglied der Politischen Konsultativkonferenz des chinesischen Volkes der Provinz Jiangxi. Darüber hinaus gilt die Partei auch als wirtschaftsliberal und dem Glücksspielsektor zuvorkommend. Angela Leong On Kei ist eine Ehefrau von Stanley Ho, welcher als Inhaber der Sociedade de Turismo e Diversões de Macau einer der einflussreichsten Personen in der Glücksspielszene Macaus ist. Durch die Verbindung von chinesischem Patriotismus beziehungsweise der Treue zur Kommunistischen Partei Chinas mit einer Politik, welche dem Glücksspielsektor freien Lauf lässt, entspricht die Nova União para Desenvolvimento de Macau mit am besten den Eigenschaften der Vertreter des Pro-Peking-Lagers.